# 우선주
우선주(優先株, preferred stock)는 주식의 일종이다. 특별한 공시가 없는 한, 주식회사가 발행하는 주식은 보통주로 불리는, 의결권이 있는 주식이다. 그러나 우선주에는 의결권이 없는 대신 보통주보다 이익배당 우선순위가 높다
대한민국의 주식시장에서는 회사명 뒤에 '우'를 붙여 우선주와 보통주를 구분한다. 예를 들어 삼성전자가 발행한 우선주는 증시에서 삼성전자우로 표시된다. 우선주는 '1우', '2우B', '3우B'로 표시되는 경우도 있는데 이는 발행순서를 뜻하며 숫자가 클수록 나중에 발행한 것이다.

## 역사
우선주는 1840년대 영국에서 최초로 발행했다. 당시 영국의 철도 회사들은 투자를 더 받기를 원했으나 주식을 더 발행하면 기존 주주들이 자신들의 주식 가치가 떨어질 것을 우려해 반발했고, 채권을 발행하면 당시 정부가 철도 회사에 대한 부채비율 규제가 있었기 때문에 그 방법도 쓸 수가 없었다.
따라서 일종의 편법으로 일반 주식처럼 발행하지만 실제로는 사채 이자처럼 고정 배당률 또는 배당금을 표시한 주식인 '우선주'를 발행하는 방법을 썼다. 이는 회사 경영에는 관심이 없고 투자 수익에 관심을 가진 투자자들을 위한 주식이었던 셈인데, 이것이 큰 인기를 끌어 1849년에는 당시 철도 회사들이 발행한 주식의 66%가 우선주일 정도였다. 이는 회사들이 투자금을 유치하면서도 경영권을 안정시킬 수 있는 좋은 방법이 되었다.

## 종류
우선주는 참가적 우선주와 비(非)참가적 우선주로 분류된다. 참가적 우선주는 배당이 확정된 이후 남은 배당액을 나눠 가질 수 있는 권리가 있지만, 비참가적 우선주에는 보통주보다 우선해서 받는 확정 배당 이외에는 배당을 추가로 요구할 수 없다.
원래 우선주에는 만기가 없었으나 1996년 이후부터는 보통 3~5년 정도의 만기로 우선주를 발행한다. 이를 신형 우선주라 부르며 종목명 뒤의 'B'라는 표시는 '신형 우선주'를 의미한다.

## 특징
본래 우선주는 배당금의 수취에만 관심이 있는 주주에게 적합하다고 할 수 있으나, 우선주의 유통 물량 수가 보통주에 비해 매우 적기 때문에 약간의 수급 불균형만으로도 시세가 크게 변동할 수 있는 특징을 가지기 때문에 증시에서는 투기 목적으로 많이 이용되고 있는 것이 현실이다.
예를 들어 2015년 6월 대한민국 증시에서 가격제한폭이 15%에서 30%로 크게 상향되자 가장 먼저 급등한 것은 태양금속우 등의 우선주들이었다.
적은 유통물량수로 시세 급등을 노리며 세력들의 투기 대상이 되고 있다는 점에서 실제 증시에서는 동전주 또는 각종 테마주, 작전주와도 유사한 성질을 가지며, 이러한 점이 우선주의 문제점으로 지적되고 있기도 하다.
이러한 문제를 해결하기 위해 한국거래소에서는 거래량이 지나치게 적거나 주주 수가 지나치게 적은 우선주를 시장에서 퇴출하는 규정을 두고 있다. 따라서 거래가 원활하지 않은 우선주는 상장폐지의 위험이 있으므로 투자에 주의가 필요하다.

## 같이 보기
- 보통주
- 후배주
- 테마주
- 동전주
- 종류주식

## 참고 문헌
- '우선주'의 숨은 매력, 중앙일보 Jun 16, 2013
- 우선株란 무엇이고 왜 발행하나요, 조선일보 2013.03.29
- 시골의사 주식투자란 무엇인가 1, 박경철